# Morag Mc Lean
Morag Mc Lean es una deportista canadiense que compitió en vela en la clase 470. Ganó una medalla de oro en el Campeonato Mundial de 470 de 1986.

## Palmarés internacional
| \| Campeonato Mundial \| Campeonato Mundial \| Campeonato Mundial \| Campeonato Mundial \| \| Año \| Lugar \| Medalla \| Clase \| \| ------------------ \| ------------------ \| ------------------ \| ------------------ \| \| 1986 \| Salou (España) \| Medalla de oro \| 470 \| |                |                |       |
| Campeonato Mundial |                |                |       |
| Año | Lugar          | Medalla        | Clase |
| 1986 | Salou (España) | Medalla de oro | 470   |